# کامرون مور (بسکتبال)
کامرون مور (انگلیسی: Cameron Moore; ۱۲ نوامبر ۱۹۹۰ – ۴ اکتبر ۲۰۱۶) بازیکن بسکتبال اهل ایالات متحده آمریکا بود.